# Алчак
Алча́к, Алча́к-Кая́, Алча-Кая, Алчагын-Каясы, Казначеева гора, Кок-Таш (укр. Алчак, крымскотат. Alçaq, Алчакъ, с крымскотат. — «низкий») — мыс в юго-восточной части Крымского полуострова с расположенным на нём одноимённой горой. Мыс Алчак расположен восточнее Судака, откуда ведёт на мыс обустроенная пешеходная тропа. Он замыкает на востоке обширную Судакскую бухту и отделяет Судакскую долину от Капсельской.

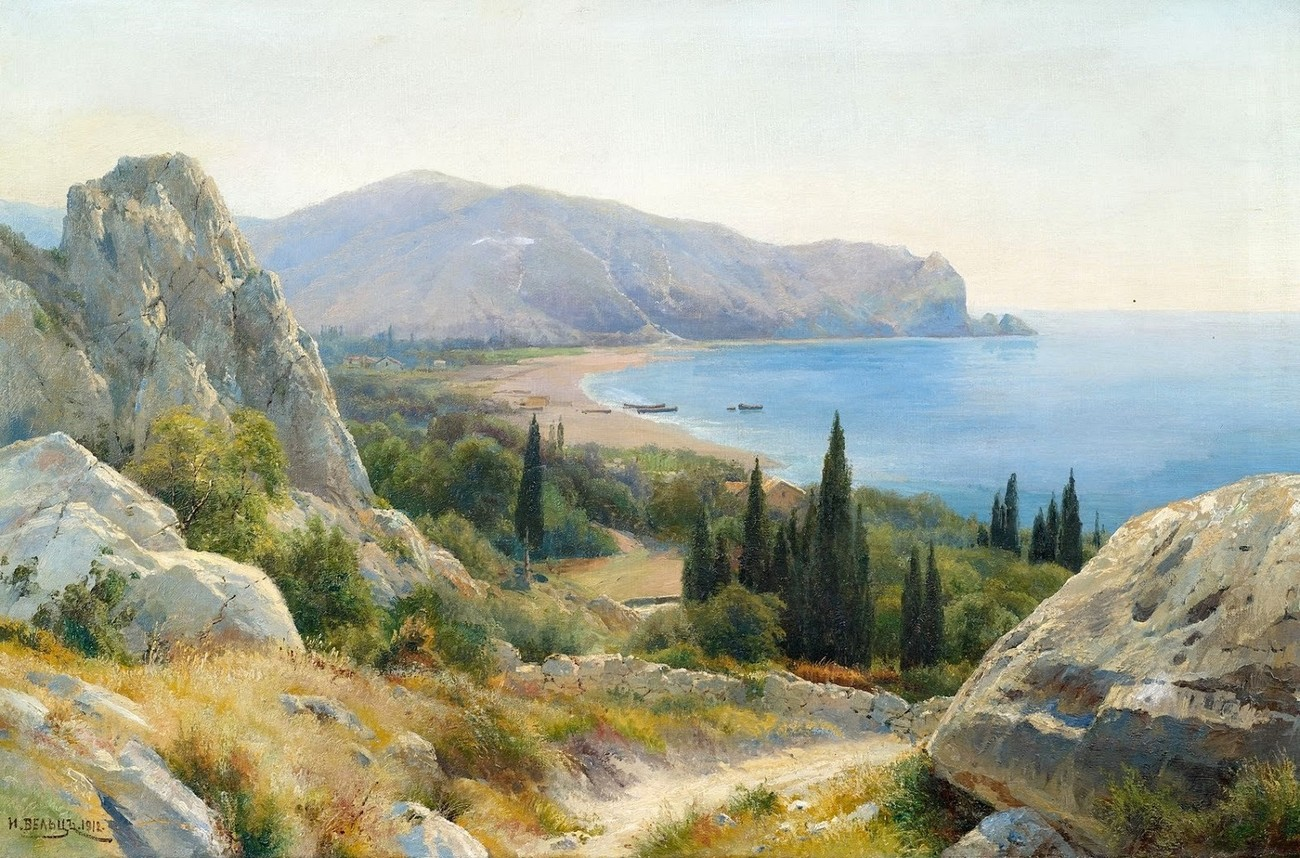
И. А. Вельц. Летний пейзаж с прибрежными скалами, 1912

## Описание
Высота горы Алчак — около 152 метров над уровнем моря. По своему геологическому строению она является древним коралловым рифом, сложенным серыми мраморовидными известняками. На западном склоне горы расположена «Эолова Арфа» — скала с большим сквозным отверстием, образовавшимся в результате выветривания известняка.
Алчак является одним из самых красивых мысов крымского побережья, кристально чистая морская вода притягивает туристов для купания в море, аквалангистов, любителей плавания с маской и ластами.
Посещать скалу Алчак можно самостоятельно — вдоль всей скалы прорублена туристическая тропинка, которая проходит по всему периметру мыса, то возвышаясь на 50 метров от моря, то опускаясь к уютным бухточкам прямо к морю.
В 1988 году мыс Алчак был объявлен заповедным урочищем.

## Происхождение названия
В переводе с крымскотатарского языка «алчак» (alçaq) означает «низкий», «кая» (qaya) — «скала».

## Топографические карты
- Лист карты L-36-118 Судак. Масштаб: 1 : 100 000. Состояние местности на 1974 год. Издание 1976 г.